# テレコムサービス協会
一般社団法人テレコムサービス協会（いっぱんしゃだんほうじん テレコムサービスきょうかい、英文名称：Telecommunications Services Association、通称：テレサ協）は、システムインテグレーター、インターネットサービスプロバイダー、ケーブルテレビ会社、回線事業者、コンテンツ事業者など幅広い事業者が集まった業界団体。元総務省所管。

## 概要
- 所在：東京都中央区日本橋人形町3-10-2フローラビル8階
- 設立：1994年6月6日
- 会長：北岡隆之

## 沿革
- 1994年6月6日 - 設立。
- 1994年8月25日 - 発足。